# Füllinsdorf
Füllinsdorf es una comuna suiza del cantón de Basilea-Campiña, situada en el distrito de Liestal. Limita al norte con las comunas de Augst y Giebenach, al este con Arisdorf, al sur con Liestal, y al oeste con Frenkendorf y Pratteln.

## Transportes
- Línea ferroviaria FFS Basilea - Olten